# Molhem Barakat
Pour les articles homonymes, voir Barakat.
Molhem Barakat est un travailleur indépendant et correspondant de guerre syrien décédé le 20 décembre 2013. Son âge exact lors de sa mort n'est pas connu, certains affirment qu'il n'avait pas 17 ans, et l'Agence France-Presse déclare qu'il avait 18 ans.

## Biographie
Sa date de naissance précise n'est pas connue mais, il semble qu'il avait 17 ou 18 ans au moment de sa mort.
Au début de la contestation contre Bachar el-Assad, Molhem Barakat  prenait des photos des manifestations avec son téléphone portable. Puis, il s'équipe d'un appareil photo et couvre avec les rebelles le conflit. Il prenait de nombreuses photos sur le quotidien des Syriens à Alep durant la guerre. Depuis mai 2013, il vendait ses photos à Reuters en tant que freelance. Ses photos ont été utilisées pour la couverture de nombreux magazines,.
Le 20 décembre, il couvre les combats de l'hôpital d'al-Kindi avec les rebelles de l'Armée syrienne libre. L'armée syrienne est accusée par les rebelles d'avoir transformé ce bâtiment en caserne. Durant cette bataille il est tué avec son frère, ainsi que six rebelles. Selon un de ses amis, les parents de deux adolescents n'avaient pas d'autres enfants. Après sa mort, une photo de son appareil photo en sang est largement diffusé sur les réseaux sociaux,.